# André Chénier
André Chénier, fr: ɑ̃dʀe də ʃenie, (ur. 30 października 1762 w Konstantynopolu, zm. 25 lipca 1794 w Paryżu) – francuski poeta.

## Życiorys

### Dzieciństwo i nauka
Urodził się w Konstantynopolu jako syn Louisa Chénier, francuskiego kupca i finansisty, oraz Greczynki Elisabeth Lomaca. Jako dziecko wrócił razem z nimi do Francji i został – razem ze starszym bratem Constantinem – oddany na wychowanie ciotce i jej mężowi. Po kilku latach zamieszkał w Paryżu, gdzie jego matka, ciesząca się sławą "pięknej Greczynki", prowadziła salon towarzyski. Jego ojciec służył wówczas we francuskiej placówce dyplomatycznej w Maroku. Po powrocie zadbał o edukację synów: młody André Chénier ukończył wówczas szkołę średnią, po czym miał zostać wojskowym, zgodnie z wolą rodziców. W czasie nauki młodzieniec zainteresował się literaturą i zaczął tworzyć pierwsze wiersze i utwory prozatorskie.
W latach 1787–1790 był sekretarzem ambasady francuskiej w Londynie. Odbył również podróże do Włoch i Szwajcarii.

### Rewolucja francuska
W momencie powrotu do kraju początkowo z entuzjazmem odnosił się do ruchu rewolucyjnego, jednak szybko przeszedł na pozycje bardziej umiarkowane. Samodzielnie redagował pismo Journal de la Société, który przestał wychodzić po ukazaniu się 15 numerów. W 1791 razem z Michelem Regnaudem de Saint-Jean d'Angélym zaczął prowadzić gazetę Journal de Paris, pismo popierające monarchię konstytucyjną. Na jego łamach atakował żyrondystów oraz radykałów, zwłaszcza Marata. Po 10 sierpnia 1792 i upadku monarchii uciekł z Paryża do Hawru. Poza stolicą przebywał również w czasie masakr wrześniowych. Miał możliwość wyjazdu z Francji, z której jednak nie skorzystał. Wrócił do stolicy, gdzie wziął udział w akcji przekupywania członków Konwentu Narodowego zorganizowanej przez ambasadę hiszpańską. Razem ze swoją przyjaciółką, Émilie-Lucrèce d’Estat, usiłował w zamian za korzyści finansowe skłaniać deputowanych do oddawania głosów za zachowaniem Ludwika XVI przy życiu po przeprowadzeniu przez parlament jego procesu.
W czasie rewolucji francuskiej jedynie okazjonalnie tworzył. Napisał w tym czasie m.in. odę ku czci zabójczyni Marata, Charlotte Corday.

### Śmierć
7 marca 1794 został aresztowany w Passy i osadzony w więzieniu św. Łazarza w Paryżu. Trybunał Rewolucyjny skazał go na śmierć za jego związki z ambasadą hiszpańską, uznane za zdradę stanu. Oskarżono go również o udział w tzw. spisku więzień. Zginął na gilotynie 25 lipca 1794, na dwa dni przed przewrotem termidoriańskim. Najprawdopodobniej został pochowany w masowym grobie na cmentarzu Picpus w Paryżu.
W czasie pobytu w więzieniu powstała większość jego utworów poetyckich i prozatorskich, które częściowo zostały opublikowane dopiero w 1819 (pełne wydanie powstało w 1958). Okoliczności powstania najważniejszej części jego dorobku oraz młody wiek Chéniera w chwili śmierci sprawiły, że jego postać zainspirowała Alfreda de Vigny do napisania dramatu Stello. Poeta jest również głównym bohaterem werystycznej opery Umberto Giordano zatytułowanej Andrea Chénier.
Jego brat Marie-Joseph Chénier również był literatem - pisarzem i dramaturgiem. W czasie rewolucji francuskiej zasiadał w Konwencie Narodowym jako deputowany departamentu Seine-et-Oise.